# Kontrapunkt
Kontrapunkt (från latinets punctus contra punctum 'not mot not') är en teknik för polyfon musikalisk komposition, en uppsättning verktyg för att fläta ihop olika stämmor som är självständiga (var och en mer eller mindre sin egen melodi), men ändå lätt få dem att hänga samman både lodrätt (i stämväven) och vågrätt (över den tid stycket tar). (Termen stämmor används ofta något olika i konstmusik och populärmusik. I många populärmusikaliska genrer är stämmorna normalt osjälvständiga ackordtoner, bestämda av ackordens följd och lägen och av melodin, såvida inte den också är sekundär till ackorden.)

## Definition
Nästan all klassisk musik och nutida konstmusik kan sägas ha betydande inslag av kontrapunktik jämfört med de flesta "folkligare" eller mera populärmusikaliska genrer, även när den är homofon. Bistämmor har ofta en egen medvetet formad skönhet, arbetar i skymundan med motivisk utveckling som är viktig för stycket, glimmar till då och då med ett eget motiv eller dras in i ett i egentlig mening kontrapunktiskt skeende ett tag. Om kontrapunktiska tekniker ändå spelar en underordnad roll i kompositionen, brukar man kalla musiken homofon i alla fall - eller polyfon men inte kontrapunktisk. 
Kontrapunkt i egentlig mening är när tonsättaren (eller improvisatörerna) tänker musiken linjärt, som ett strukturerat spel mellan melodiska linjer, i minst lika hög grad som en följd av samklanger eller en enda melodisk linje med eller utan ackord, och låter den mångfald och extra djupdimension det kan tillföra bli en bärande del av innehållet.
Ett par vanliga musikaliska former som bygger på kontrapunktik är kanon och fuga.

## Historia
Kontrapunkttekniken, som började utvecklas under medeltiden, blomstrade särskilt under renässansen och barocken. Därför brukar det ingå i kompositörers utbildning att studera dessa stilar. Renässansens polyfoni representeras då ofta av Palestrina och barockens av Bach. 
Aldous Huxley anammade tekniken i sin roman Kontrapunkt från 1928.

## Exempel på kontrapunktiska tekniker

### Sträng eller imitativ kontrapunkt
Stämmorna är härledda ur samma melodiska motiv (imiterar varandra) eller komponerade i direkt relation till varandra.
- Förlängda notvärden eller augmentation: man tar melodin långsammare. Över detta kan så andra stämmor göra snabbare rörelser. En vanlig användning är när en fuga ska planas ut mot en ståtlig avslutning. En sats med augmenterad fras och motstämmor kan ofta också ses som ett fall av cantus firmus-teknik och tvärtom.
- Förkortade notvärden eller diminution: man tar melodin snabbare (varvid andra stämmor kanske bör balansera med längre toner).
- Omvändning eller inversion: man tar melodin uppochner - går alltså två tonsteg uppåt när man egentligen skulle ha gått två tonsteg neråt, och så vidare.
- Kräftgång eller retrograd rörelse: man tar melodin baklänges.
- Omvänd kräftgång eller retrograd inversion: man tar melodin både baklänges och uppochner.
- Kanon: en välbekant form av kontrapunkt. En stämma börjar på melodin; när första frasen är slut börjar nästa, och så vidare. (Och melodin är så konstruerad att det låter bra enligt den stil den är gjord i). En vanlig viskanon kan på sätt och vis också ses som en quodlibet med sig själv. 
I den klassiska musiken tar man inte alltid alla stäminsatser i samma tonart - särskilt vanligt är det att ta varannan insats i dominanttonarten[förtydliga].
- Trångföring eller stretto: man gör samma sak, men kommer in snabbare - med bara en halv fras eller ett par toner emellan - så att effekten blir att man talar i mun på varandra. Trångföring är ett vanligt sätt att trissa upp spänning mot höjdpunkten i en fuga.
- Spegelkanon: en kanon, oftast tvåstämmig, där andra stämman tar melodin i omvändning (se ovan) - så att man kan tänka sig en spegel mellan stämmorna.

### Fri kontrapunkt
Stämmorna är fortfarande jämställda, men olika till karaktären, kanske också till sin motiviska härledning.
- Cantus firmus-teknik åtminstone i fråga om förhållandet mellan cantus firmus och figurationsstämmorna; figurationsstämmorna inbördes kan samtidigt vara i sträng kontrapunkt. Termen är latin för 'fast sång', 'melodi som inte förändras'; tekniken innebär att man bygger musiken runt en grundmelodi, men inte genom ackord utan genom att lägga till enskilda stämmor. Särskilt i de äldre cantus firmus-formerna, som härstammar från medeltid och renässans, kan dock cantus firmus-tonerna vara så uthållna och rytmiskt utslätade att man mera uppfattar dem som en diskret ryggrad, ungefär som basstämman i mycken homofon musik; i former som koralförspelet, avsett att ge församlingen den psalmmelodi de ska sjunga i en sättning som förbereder för textens innehåll, är cantus firmus tydligare i förhållande till figurationerna.
- Quodlibet: man tar flera melodier samtidigt, och har hämtat dem från olika håll - till exempel två vanliga vismelodier.

### Allmänt
Alla de här teknikerna förekommer också, särskilt antydningar till dem, i satser som inte är kontrapunktiska i egentlig mening. Ingen av dem är heller nödvändig för att en stämflätning ska vara kontrapunktisk. Å andra sidan kombineras de ofta. Det är inte alltid som melodin (eller frasen, temat, subjektet) är bevarad strikt genom sådana här behandlingar - även de största tonsättare ändrar en ton då och då för att pusselbitarna ska passa.

## Betydelse inom områdena litteraturvetenskap och semantik
Inom områdena litteraturvetenskap och semantik används ordet kontrapunkt för en teknik som författare ibland använder. Med denna teknik vänder författaren "upp och ner" på sin berättelse genom att skriva något som helt ändrar läsarens tolkning av och förståelse av berättelsen. Exempel: I den välkända sången "Just one more dance", kvinnan är ointresserad av att hennes man är sjuk, ända till hon får reda på att hennes man är död, och testamentet skall läsas upp, då blir hon plötsligt intresserad. Detta plötsliga ombyte utgör en kontrapunkt i sången.